# Nordmannia burdigalensis
Nordmannia burdigalensis är en fjärilsart som beskrevs av Pionneau 1937. Nordmannia burdigalensis ingår i släktet Nordmannia och familjen juvelvingar. Inga underarter finns listade i Catalogue of Life.